# Ferrario-Ackermann-Reaktion
Die Ferrario-Ackermann-Reaktion, auch Ferrario-Reaktion, ist eine chemische Reaktion zur Synthese von heterocyclischen Verbindungen aus der Gruppe der Phenoxathiine. Diese Namensreaktion ist benannt nach M. E. Ferrario und dem deutschen Industriechemiker Fritz Ackermann, den Entdeckern dieser Synthesemethode.
Die Ferrario-Ackermann-Reaktion erlaubt die Cyclisierung von Diarylethern, z. B. 1, durch die Insertion eines Schwefelatoms:
Unter der Einwirkung von elementarem Schwefel und Aluminiumtrichlorid  entsteht aus 1 so der Heterocyclus 2. Die Reaktion ist auf andere Diarylether übertragbar.